# استیو دیتکو
استیو دیتکو (انگلیسی: Steve Ditko; ۲ نوامبر ۱۹۲۷-۲۹ ژوئن ۲۰۱۸) یک نویسنده و هنرمند کتاب کمیک و داستان مصور اهل ایالات متحده آمریکا است.
وی بیشتر به خاطر همکاریش با انتشارات مارول کامیکس و خلق شخصیت‌هایی چون مردعنکبوتی، خزنده و دکتر استرنج شناخته می‌شود.
استیو دیتکو لباس مشهور آبی و قرمز رنگ مرد عنکبوتی را طراحی کرد. او به شهرت علاقه‌ای نداشت و از حضور در فیلمی که دربارهٔ او ساخته شد، سر باز زد.